# Ludovic, Delfin al Franței (1682-1712)
Ludovic, Delfin al Franței și Duce de Burgundia (16 august 1682 - 18 februarie 1712) a fost fiul lui Ludovic, Marele Delfin și al Mariei Anna de Bavaria. El este, uneori, cunoscut ca Le Petit Dauphin. A devenit Delfin al Franței după decesul tatălui său în 1711.

## Biografie
Născut la Palatul Versailles, el a fost al doilea în linia de succesiune la tronul Franței. De la naștere a fost numit Duce de Burgundia. A fost botezat printr-o ceremonie privată în ziua nașterii, în camera mamei sale de Emmanuel-Théodose de La Tour d'Auvergne, Cardinal de Bouillon și de Nicolas Thibault, pastor la biserica Saint-Julien de Versailles, în prezența regelui Ludovic al XIV-lea și a lui Filip de Orléans..
La 18 ianuarie 1687, în aceeași zi cu cei doi frați mai mici, Filip al Franței, Duce de Anjou și Charles al Franței, Duce de Berry, Ludovic a fost botezat public în capela regală a Palatului Versailles, în prezența lui François Hébert, pastor al bisericii Notre-Dame de Versailles. Nașii lui au fost: bunicul său, regele Ludovic al XIV-lea și mătușa lui, Elisabeth Charlotte..
La vârsta de opt ani își pierde mama. Tatăl lui n-a jucat niciodată un rol politic major. După moartea tatălui său în 1711, Ludovic devine moștenitor (Delfin) al tronul Franței.
Atât el cât și soția sa Marie-Adélaïde de Savoia au contractat o boală și au murit la începutul anului 1712. Fiul lor mai mare, Ludovic, Duce de Bretania devine Delfin însă moare și el de aceeași boală. Fiul mai mic, Ducele de Anjou, care avea numai doi ani, a supraviețuit și a devenit regele Ludovic al XV-lea al Franței în 1715.

### Căsătoria și copiii
La 7 decembrie 1697 s-a căsătorit cu Marie-Adélaïde de Savoia (1685-1712). Ea era fiica cea mare a lui Victor Amadeus al II-lea al Sardiniei și a primei sale soții, Anna Maria de Orléans. Marie-Adélaïde a pierdut patru sarcini și a născut trei copii:
- Ludovic, Duce de Bretania (1704-1705)
- Ludovic, Delfin al Franței (1707-1712)
- Ludovic al XV-lea (1710-1774)